# Zwei Stühle

Zwei Stühle an der Großen Kokel

Die Zwei Stühle, manchmal auch mit Zusatz die Zwei Stühle Mediasch und Schelk, später nur noch Mediascher Stuhl, bezeichnet die historischen Gebiete der Stühle Mediasch (Oberer Stuhl) und Schelk (Unterer Stuhl) auf dem Königsboden in Siebenbürgen sowie die Gerichts- und Verwaltungsbezirke der Nationsuniversität der Siebenbürger Sachsen für diese Gebiete.

## Geschichte
Die Gebiete der Zwei Stühle, damals noch Grafschaften,  wurden ab Mitte des 13. Jahrhunderts von siebenbürgisch-sächsischen Siedlern aus dem „Altland“ der Hermannstädter Provinz durch Binnenkolonisation besiedelt.
Ursprünglich auf Komitatsboden gelegen und der Gerichtsbarkeit des Szeklergrafen unterstellt, gestand der ungarische König Karl Robert „den Sachsen von Mediasch, Schelk und Birthälm“ 1315 die „gleichen Freiheiten“ zu, wie denen der Hermannstädter Provinz. In einer weiteren Urkunde von 1318 erließ der König „den Sachsen von Mediasch, Marktschelken und Kleinschelken“ die Heeresfolge und königliche Bewirtung gegen eine jährliche Zahlung von 400 Silbermark Martinszins. Dieses Privileg wurde danach etliche Male erneuert, aber die Zwei Stühle verblieben weiterhin unter der Hoheit des Szeklergrafen, dem jedoch gewählte Stuhlsrichter beigeordnet waren. Nach einem Aufstand der Sachsen gegen König Karl Robert erfolgte zwischen 1325 und 1329 eine Reform der sächsischen Grafschaften in Distrikte und Stühle – damals typische Gerichts- und Verwaltungsgebiete autonomer Bevölkerungsgruppen. Im Jahr 1402 erwirkten der Mediascher Hann Kunz (villicus Cuncz) und der Kleinkopischer Gräf (comes de parva Kabaz) Michael bei König Sigismund die Befreiung der Zwei Stühle von der Gerichtsbarkeit des Szeklergrafen. Fortan konnten sie ihren gemeinsamen Richter frei wählen und „Recht sprechen, wie es in den Sieben Stühlen geschieht“.

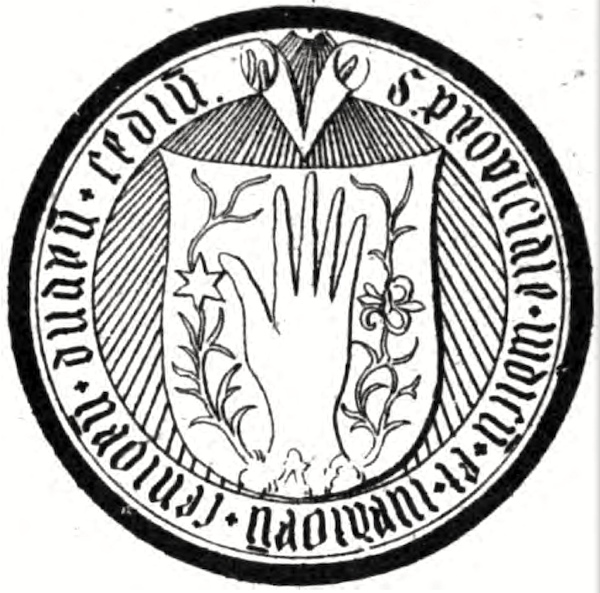
Siegel der Zwei Stühle (1492)

Im Jahr 1487 schlossen sich die Zwei Stühle mit der Hermannstädter Provinz (Sieben Stühle), dem Kronstädter Distrikt und dem Bistritzer Distrikt zur Sächsischen Nationsuniversität zusammen, nachdem König Matthias Corvinus die Privilegien des Goldenen Freibriefs auf alle freien siebenbürgisch-sächsischen Siedlungen ausgedehnt hatte.
Nach der Erlangung der Stadtrechte im Jahr 1534 gewann Mediasch schließlich die Vorherrschaft in den Zwei Stühlen, für die sich dann die Bezeichnung Mediascher Stuhl durchsetzte. Die Zwei Stühle bzw. der Mediascher Stuhl bildeten gleichzeitig die Mediascher Provinz, neben der Hermannstädter, Bistritzer und Kronstädter eine der vier selbständigen Provinzen des Siebenbürger Sachsenlandes.
Nach dem Österreichisch-Ungarischen Ausgleich und der  Wiedereingliederung Siebenbürgens in das Königreich Ungarn wurde der Mediascher Stuhl (vormals die Zwei Stühle) 1876 aufgelöst und in die neu gegründeten Komitate Groß-Kokelburg (Nagy-Küküllő vármegye) und Klein-Kokelburg (Kis-Küküllő vármegye) eingegliedert.

## Ortschaften

Mediasch

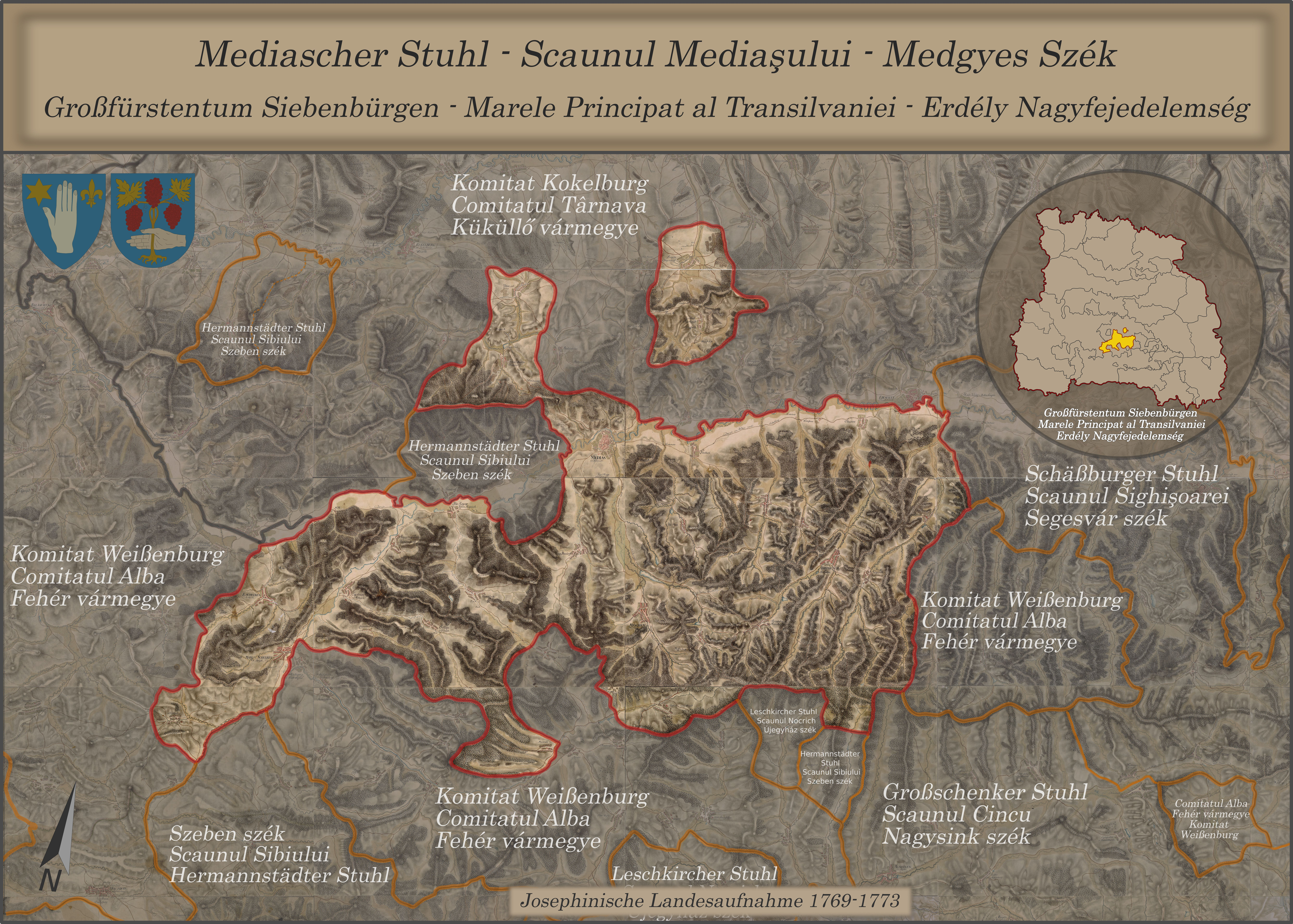
Mediascher Stuhl (1770)

1359 gehörten zum Mediascher Stuhl die Ortschaften:
- Almen
- Baaßen
- Birthälm
- Bogeschdorf
- Bußd
- Eibesdorf
- Furkeschdorf
- Großkopisch
- Hetzeldorf
- Kirtsch
- Mediasch
- Meschen
- Nimesch
- Pretai
- Reichesdorf
- Scharosch
- Tobsdorf
- Waldhütten
- Weißdorf
- Wölz

Furkeschdorf (urkundlich erstmals 1268 erwähnt als praedium Nicolai und 1359 als Furkasi/Spurbasi; zwischen Meschen und Mediasch gelegen), wurde nach Verwüstungen durch die Türken 1470 aufgegeben. Die verbliebenen Bewohner zogen nach Meschen um. Der Gemeindehattert wurde auf Anweisung von König Matthias zwischen Meschen und Mediasch aufgeteilt.
Weißdorf (urkundlich erstmals 1359 als Viszdorff erwähnt) wurde auf Beschluss der Sieben Stühle 1521 aufgelöst und an die Gemeinden Almen, Meschen, Mortesdorf und Martinsdorf aufgeteilt.
Zum Schelker Stuhl gehörten (so belegt 1510) die Ortschaften:

Marktschelken

- Arbegen
- Frauendorf
- Haschagen
- Kleinkopisch
- Kleinschelken
- Mardisch
- Marktschelken
- Schaal
- Wurmloch